# Зооморфия
Зооморфизъм (от старогръцки ζοον – животински; и μορφη – форма) е приписване на животински характеристики на хора, неодушевени предмети, природни стихии или митологични същества.
Характерно за част от религиите по света е да изобразяват божествата, които почитат, в зооморфен вид – тоест с външност и поведение, подобни на животинските. В други религии божествата често са антропоморфни.